# Березовський Григорій Андрійович
Березовський Григорій Андрійович (* 4 (16) липня 1878, Катеринослав — † 1952, с.  Підлісці Кременецького району Тернопільської області). Український актор, режисер, театральний діяч. Виступав у Театрі Миколи Садовського.

## Життєпис
У 1906–1920 працював у театрі Миколи Садовського, куди прийшов з катеринославських залізничників-аматорів.
У січні 1919 року залишився вірним Миколі Садовському і разом з більшістю трупи його театру виїхав до Вінниці, згодом у Кам'янець-Подільський. З найбільш відданими Садовському акторами наприкінці березня 1920 перебрався на Галичину, в той час як частина трупи розлучилась з театром.
Після виступів у Львові Григорій і Марфа Березовські починають працювати в Українському незалежному театрі товариства «Українська бесіда». Їх професіоналізм великою мірою визначає стилістику подальших вистав театру. Г. Березовський не тільки грав, а й здійснював акторську режисуру частини побутового репертуару, зокрема драми В. Винниченка «Молода кров».
Артист Перемишльського українського драматичного театру ім. І. Франка (1921—22), Руського театру товариства «Просвіта» в Ужгороді (1922-23). Працював у трупі Миколи Орла-Степняка в Дрогобичі (1923–24).
Разом із дружиною вів драматичний гурток товариства «Просвіта» в Кременці (1927–1939). Отримавши посаду режисера-інструктора при цьому товаристві, Г. Березовський прикладав багато зусиль для розвитку театрально-аматорської справи в селах.
Технік-механік за фахом, завідував у театрах електроосвітлювальною частиною. Винайшов і вперше застосував у виставах багато оригінальних світлових ефектів.

## Ролі
- «Украдене щастя» І. Франка (1912) — корчмар Шльома[7]
- «Шельменко-денщик» Г. Квітки-Основ'яненка — Шельменко[4]
- «Сава Чалий» І. Карпенка-Карого — Кравчина
- «Гандзя» І. Карпенка-Карого — Борох
- «Лісова пісня» Лесі Українки — Дядько Лев
- «Ревізор» М. Гоголя — Хлопов
- «Міреле Ефрос» Я. Гордіна — Нухим

Добре знаючи єврейський побут і мову, він прекрасно грав характерні ролі євреїв.